# Тостерна випічка
Тостерна випічка (англ. toaster pastry) — вид хлібобулочних кондитерських виробів. Це тонкі прямокутники, часто зроблені з рисових висівок, патоки, борошна, сиропу та жиру, які з одного боку зазвичай мають глазур, підсушену крохмалем. Вони містять солодкі, сиропоподібні начинки, часто консервовані фрукти або інші смакові інгредієнти, такі як шоколад або кориця. Як випливає з назви, тостерну випічку часто розігрівають у тостері або духовці кухонної пліти. Однак вони вже повністю приготовані, і їх можна їсти також без розігрівання.

## Бренди
Нижче наведено кілька популярних брендів тостерної випічки:
- Pop-Tarts[en]: найбільш продавана марка тіста для тостерів протягом багатьох років, вперше представлена Kellogg's у 1964 році[2].
- Toast'em Pop Ups: Toast'ems почали випускати в лютому 1964 року як Post Country Squares. У 1965 році назву змінили на Toast'em Pop Ups. У 1971 році бренд був проданий Schulze and Burch[3].
- Тостерні штруделі: Pillsbury 's Toaster Strudel — це випічка для тостерів, яка має смак традиційного німецького струделя з глазур'ю. Глазур поставляється в знімній пластиковій упаковці, і випічка повинна бути заморожена, на відміну від іншої тостерної випічки[4].
- Toastettes: компанія Nabisco (яка зараз належить Kraft Foods) у 1967 році створила свою тостерну випічку під назвою «Toastettes», щоб конкурувати з Kellogg's Pop-Tarts. Бренд було припинено у 2002 році після невдалої маркетингової спроби зв'язати Toastettes з дитячими брендами Nabisco. Nabisco також виготовляв тостерну випічку під назвою «Kool Stuf», виробництво якої також було згодом припинено.
- Toastables: Quaker Oats Company, тепер дочірня компанія PepsiCo, виробляє «Toastables»[5].
- Nature's Path: розробляючи багато смаків, Nature's Path створює органічну випічку для тостерів[6].